# O Correio da Sertã

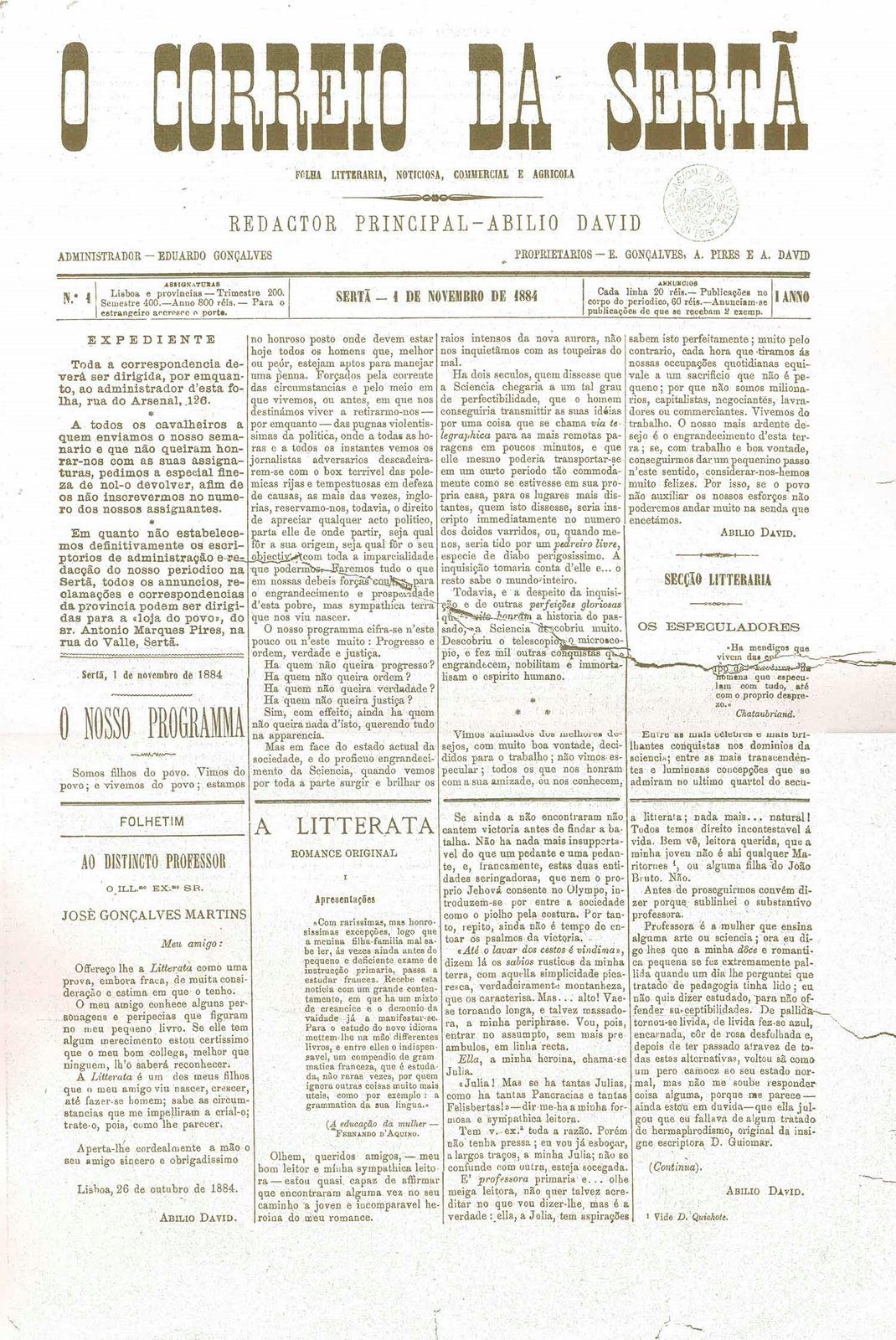
Primeira página do primeiro número de O Correio da Sertã, em 1884.

Presumivelmente, O Correio da Sertã foi o primeiro jornal a ser publicado na vila da Sertã. A sua primeira edição remontou ao dia de Todos-os Santos (1 de Novembro) de 1884.
O jornal foi publicado durante dez anos, até 29 de Novembro de 1894.
O Correio da Sertã afirmava-se uma "folha litteraria, noticiosa, commercial e agrícola". O Correio era dirigido por Abílio David, redator principal, sendo Eduardo Gonçalves administrador. Estes eram juntamente com Antonio Marques Pires os proprietarios do título.